# Michalin WKD
Michalin WKD – zlikwidowana wąskotorowa stacja kolejowa w Józefowie, w województwie mazowieckim, w Polsce.